# موسیقی سنتی هند
موسیقی کلاسیک هند (به انگلیسی:Indian classical music) به موسیقی رایج در شبه قاره  هند گفته می‌شود. این موسیقی یکی از فرم‌های هنر موسیقی است که ریشه در فرهنگ و تمدن شبه قاره هند دارد. این موسیقی به دو شاخه اصلی تقسیم می‌گردد: زیرشاخه‌ای از این موسیقی که در قسمت‌های شمالی کشور هند رایج است، موسیقی کلاسیک هندوستانی (به انگلیسی: Hindustani) نامیده می‌شود؛ در حالی که شاخه‌ای که در جنوب هند رایج است کارناتیک (به انگلیسی: Carnatic) نامیده می‌گردد. تقسیم شدن این موسیقی به این دوشاخه در قرن ۱۶ میلادی بعد از استیلای مسلمانان بر شمال هندوستان صورت گرفت، سبک هندوستانی بر پایه بداهه نوازی در قالب راگاها (به انگلیسی: Raga) و نمایش جنبه‌های مختلف یک راگا به مخاطب می‌باشد؛ حال آنکه موسیقی کارناتیک بر پایه نواختن قطعات از قبل ساخته شده در یک راگا می‌باشد. با این حال، هر دو موسیقی ار تشابهات زیادی برخوردار می‌باشند.